# Gundahario (margrave de Carintia)
Gundahario (?-869) fue conde (o margrave) de Carintia aproximadamente desde el 858 y prefecto desde el 863. Era bávaro.
Hacia 858, los condes (o duques, duces) Rihher de Panonia y Pabo de Carintia conspiraron contra su señor, el prefecto Carlomán. Este los reemplazó por Udalrico y Gundahario, respectivamente. Esta demostración de independencia por parte de Carlomán sorprendió a su padre, el rey Luis el Germánico, que destituyó a un grupo de nobles partidarios de aquel (861) y cedió extensas posesiones en Panonia y Carintia a la Arquidiócesis de Salzburgo (860).
En 863, Luis condujo un ejército a Panonia con el pretexto de someter a Rastislav de Moravia, pero con la intención verdadera de someter a Carlomán, cuyas fuerzas estaban en el río Schwarza a las órdenes de Gundahario. Sin embargo, Luis había pactado secretamente con este, que se pasó con el ejército al bando real a cambio del nombramiento prefecto de Carintia.
Sin embargo, Gundahario volvió a quedar sometido luego a la autoridad de Carlomán; en el 866 participó en la insurrección de Luis el Joven y se rebeló contra Luis el Germánico, pero fue derrotado y casi muerto. Se afirma que participó en otras revueltas y cometió varios perjurios (quebrantamiento de juramentos). En 869, se pasó a Rastislav, que le dio un puesto de autoridad. Mientras se preparaba para atacar a Carlomán, se afirma que indicó a sus moravos que el propio san Emerano de Ratisbona, sobre cuyas reliquias había jurado lealtad a Luis, le sujetaba las armas, le impedía levantar los brazos y participaba en la lucha. Murió en la batalla y Luis ordenó que se celebrase su fallecimiento. El autor de los Anales de Fulda lo comparó con Catilina.